# Sonia Blagova
Sonia Blagova es una deportista búlgara que compitió en natación. Fue subcampeona de Europa en 200 metros estilos en el Campeonato Europeo de Natación de 1985.

## Palmarés internacional
| Campeonato Europeo de Natación | Campeonato Europeo de Natación | Campeonato Europeo de Natación | Campeonato Europeo de Natación |
| Año                            | Lugar                          | Medalla                        | Prueba                         |
| ------------------------------ | ------------------------------ | ------------------------------ | ------------------------------ |
| 1985                           | Sofia (Bulgaria)               | Medalla de plata               | 200 m estilos                  |
| 1985                           | Sofia (Bulgaria)               | Medalla de bronce              | 400 m estilos                  |